# Gijzeling in Ma'alot
Op 15 mei 1974 vond een gijzeling plaats op een school in Ma'alot-Tarshicha in het noorden van Israël. Hierbij vielen 27 doden, waaronder 22 kinderen en raakten 68 kinderen gewond.
Drie leden van het Democratisch Front voor de Bevrijding van Palestina (DFBP) drongen voor zonsopgang op 15 mei 1974 de Netiv Meir basisschool binnen, waar op dat moment ook scholieren uit het nabijgelegen Safad waren die een schoolreisje maakten. In totaal werden 120 kinderen gegijzeld. De gijzelnemers dreigden de Israëlische regering (Golda Meir) met het opblazen van de schoolgebouwen met kinderen, als Israël niet 26 van hun gearresteerde medestrijders zou vrijlaten. Israëlische soldaten wisten de school te ontzetten en de terroristen te doden. Bij de bestorming kwamen 22 kinderen om het leven.,
De dag daarna, 16 mei 1974, bombardeerde de Israëlische luchtmacht behalve kantoren van de DFLP en van het PFLP, ook zeven Palestijnse vluchtelingenkampen en dorpen in het zuiden van Libanon. Daarbij werden 27 mensen gedood en werden 138 mensen gewond.